# Charlotte Heering
Charlotte Heering (15 de enero de 1986) es una jinete danesa que compite en la modalidad de doma. Ganó una medalla de bronce en el Campeonato Europeo de Doma de 2021, en la prueba por equipos.

## Palmarés internacional
| Campeonato Europeo | Campeonato Europeo | Campeonato Europeo | Campeonato Europeo |
| Año                | Lugar              | Medalla            | Categoría          |
| ------------------ | ------------------ | ------------------ | ------------------ |
| 2021               | Hagen (Alemania)   | Medalla de bronce  | Por equipos        |